# Kaspersky Lab
Kaspersky ist ein Unternehmen, das Sicherheitssoftware anbietet. Es wurde 1997 von Natalja Kasperskaja und Jewgeni Kasperski gegründet. Die Holding Kaspersky Labs Limited (KLL) hat ihren Sitz in London, das operative Geschäft ist überwiegend in Moskau. Das Unternehmen bietet Cybersicherheitslösungen und -dienstleistungen, inklusive Threat Intelligence, für Unternehmen aller Größenordnungen, kritische Infrastrukturen, Regierungen und Privatanwender weltweit.
Aufgrund des russischen Überfalls auf die Ukraine warnte das deutsche Bundesamt für Sicherheit in der Informationstechnik (BSI) am 15. März 2022 vor dem Einsatz von Virenschutzsoftware des Herstellers Kaspersky. Das BSI empfahl, Anwendungen aus dem Portfolio von Virenschutzsoftware des Unternehmens Kaspersky durch alternative Produkte zu ersetzen. Kaspersky wehrte sich in einem Statement gegen diese Warnung.

## Unternehmensgeschichte und -organisation
Das in London ansässige Kaspersky wurde 1997 von den zeitweilig Verheirateten Natalja Kasperskaja und Jewgeni Kasperski in Moskau gegründet.
Kasperskaja übernahm 2007 die Führung im neu geschaffenen Verwaltungsrat, welchen sie im Sommer 2011 wieder verließ, um sich dem als Tochtergesellschaft von Kaspersky Lab 2003 gegründeten InfoWatch als CEO zu widmen. InfoWatch entwickelte Lösungen zur Verhinderung von Datenlecks oder der unautorisierten Weitergabe vertraulicher Informationen und ist mittlerweile eine eigenständige Unternehmensgruppe. Seitdem fungiert Jewgeni Kasperski als Vorsitzender des Verwaltungsrats sowie als CEO des Unternehmens Kaspersky.
Seit September 2004 bedient ein deutsches Tochterunternehmen von Ingolstadt aus Kunden in der D-A-CH-Region. Ab 2007 wurden die skandinavischen Länder Schweden, Norwegen, Dänemark und Finnland, ab 2008 dann auch Tschechien, Ungarn und die Slowakei von Deutschland aus betreut. Mittlerweile erfolgt die Betreuung der skandinavischen Länder über eine Niederlassung in Stockholm, die Beneluxstaaten werden von einem Tochterunternehmen in Utrecht betreut. Weitere Niederlassungen gibt es in Großbritannien, Frankreich, Polen, Rumänien, Schweden, Italien, Spanien, Portugal, Japan, China, Korea und den USA.
Ab 2007 gab es das Anliegen der westlichen Investoren, ebenso wie die internationalen Manager Harry Cheung und Steve Orenberg, an die Börse zu gehen. Die Technik-Abteilung stand unter der Leitung von Nikolai Grebennikov, daneben gab es im Management eine Gruppe von Personen mit langjährigen Verbindungen zu den russischen Sicherheitskräften. 2011 wurde der Sohn der Kasperskys entführt. Ein halbes Jahr danach wurde Kaspersky Lieferant des FSO und laut einer Meduza-Quelle, die in der Unternehmensleitung gearbeitet hatte, habe der Einfluss des Clans der Sicherheitskräfte im Labor nach der Entführung dramatisch zugenommen. Ein Börsengang stand nicht mehr zur Diskussion. Natalja Kasperskaja wurde nicht wiedergewählt und Anfang 2012 verkaufte sie ihre Aktien. Es wurde eine Abteilung zur Zusammenarbeit mit den russischen Sicherheitskräften eingerichtet. Spezialisten von Kaspersky waren bei der Aushebung von Hackern durch die Sicherheitskräfte zugegen.
Im Jahr 2012 beteiligte sich Natalja Kasperskaja mit einem Prozentsatz von 16,8 % am deutschen Hersteller für Sicherheitslösungen G Data CyberDefense und wurde kurz darauf als neues Mitglied in dessen Aufsichtsrat gewählt.
Im Februar 2014 wurde Grebennikow entlassen, nachdem er eine Zurückstufung eines Managers aus dem Clan der Sicherheitskräfte vorgeschlagen hatte. Sechs Top-Manager wurden in diesem Jahr entlassen. Im März 2015 schreib Bloomberg: „Das Unternehmen, das Ihr Internet schützt, ist mit dem russischen Geheimdienst verbunden.“ Jewgeni Kasperski bestritt, mit Leuten vom Geheimdienst in die Sauna zu gehen.
Kaspersky hat nach eigenen Angaben im Juni 2017 eine Kartellbeschwerde gegen Microsoft beim deutschen Bundeskartellamt und bei der EU-Kommission eingereicht, da Microsoft den freien Wettbewerb im Bereich von Virenscannern behindere. Microsoft betont hingegen, dass sie mit den jeweiligen Herstellern im Rahmen der Microsoft Virus Initiative (MVI) eng zusammenarbeiten würden. Die Prüfung der Beschwerde läuft derzeit.
Im Mai 2018 kündigte Kaspersky im Rahmen seiner Globalen Transparenzinitiative an, Daten der meisten Weltregionen fortan in der Schweiz speichern und verarbeiten zu wollen. Dieser Schritt wurde eingeleitet, nachdem ab Dezember 2017 ein Bann gegen Kaspersky-Produkte bei staatlichen Stellen auf Zulieferer ausgeweitet worden war. So hatte im April auch Twitter angekündigt, keine Werbung von Kaspersky mehr anzunehmen. Im November 2018 behauptete der Firmenchef bei der Eröffnung des ersten Datencenters in der Schweiz, dass Russland die besten Hacker habe, seine Firma jedoch, weil jene zuerst russische Firmen angreifen würden, auch als erste von deren Aktivitäten erführe.

## Produktübersicht
Im Jahr 2010 war Kaspersky einer Studie der International Data Corporation zufolge der viertgrößte Anbieter von Sicherheitssoftware für Endgeräte weltweit, was den Erlös der verkauften Software betrifft. Die von Kaspersky entwickelten Technologien werden von einigen anderen Unternehmen lizenziert und als Engine (Kerneinheit) in ihren Antivirenprogrammen eingesetzt.
Wichtige Produkte für den Heimanwenderbereich und für Unternehmen von Kaspersky sind:
| Produkt                                            | Aktuelle Version                       | Beschreibung |
| -------------------------------------------------- | -------------------------------------- | --- |
| Kaspersky Standard                                 | 21.21.7.384 (Windows) 26.0.0.150 (Mac) | Antivirenprogramm für Windows und Mac OS sowie Smartphones |
| Kaspersky Plus                                     | 21.21.7.384 (Windows) 26.0.0.150 (Mac) | Erweiterte Ausführung des Standard-Pakets inklusive VPN |
| Kaspersky Premium                                  | 21.21.7.384 (Windows) 26.0.0.150 (Mac) | Plus-Umfang mit zusätzlichen Funktionen und Kinderschutz bzw. Passwortmanager inbegriffen. |
| Kaspersky Password Manager                         | 25.0.0.225                             | Passwortmanager mit diversen Sicherheitsfeatures wie Virtuelle Tastatur, Passwortgenerator, Backup usw. für Mac OS und Windows sowie Smartphones |
| Kaspersky Safe Kids                                | –                                      | Kindersicherung für Windows und Mac OS sowie Smartphones, mit Filter für unangemessene Webseiten und Beschränkung der Nutzungsdauer |
| Kaspersky Anti-Cheat                               |                                        | Ein Cloud-basiertes Anti-Cheat-Tool für e-Sport Turniere. |
| Kaspersky VPN Secure Connection                    | 21.21.7.384                            | Ein VPN-Dienst. |
| Kaspersky Next XDR Expert                          | 1.3                                    | Ein Werkzeug für Cybersicherheit für Unternehmen, das eine Erkennung von Bedrohungen, automatisierte Reaktionen und Echtzeit-Transparenz für Endpunkte, Netzwerke und Cloud-Umgebungen bietet. Das Werkzeug umfasst Analysen zur Abwehr von APT-Angriffen, vorkonfigurierte Integrationsfunktionen und automatisierte Sicherheitsabläufe mithilfe von Playbooks. Diese werden Funktionen werden über eine Open Single Management Platform verwaltet. Es besteht die Option eines On-Premises-Nutzungsmodells, um das Werkzeug im Falle einer schwachen Infrastruktur in eigener Verantwortung auf eigener Hardware zu nutzen. Das Microservices-Framework ermöglicht eine einfache Skalierung. |
| Kaspersky Next EDR Optimum                         | 3.1                                    | Eine Endpoint Detection and Response-Lösung, das sich an mittelständische Unternehmen richtet. Sie kombiniert Endpoint-Schutz, Anti-Ransomware-Funktionen, Netzwerksicherheit und Cloud-Sicherheit, einschließlich Office 365-Schutz. Die EDR-Funktionen zur Bekämpfung komplexer Cyber-Bedrohungen umfassen eine Visualisierung des Angriffs, eine automatische Reaktion sowie ein hostübergreifendes Scannen, um Spuren eines Angriffs zu erkennen. |
| Kaspersky IoT Secure Gateway 100                   | 2.0                                    | Gesichertes Gateway für industrielle IoT-Umgebungen |
| Kaspersky SD-Wan                                   | 2.4                                    | Sicherheitspaket für Unternehmensnetzwerke |
| Kaspersky Unified Monitoring and Analysis Platform |                                        | eine SIEM-Lösung zur zentralisierten Sicherheitsüberwachung. |
| Kaspersky Container Security                       | 2.0                                    | Ein Schutz für Container-Umgebungen während der Entwicklungs- und Ausführungsphasen von Programmen. |

Kaspersky ist auch Anbieter von Dienstleistungen im Bereich der IT-Sicherheit, darunter Managed Detection and Response, Incident Response und Security Assessment. Darüber hinaus veröffentlicht Kaspersky Informationen über Bedrohungen auf seinem einschlägigen Open Threat Intelligence Portal.
Kaspersky Endpoint Security for Business umfasst den Schutz für Workstations, Dateiserver, E-Mail-Server und Gateways. Für die zentrale Administration und Installation der Kaspersky-Software im Netzwerk ist das Kaspersky Security Center enthalten.
Im Februar 2010 wurde bekannt gegeben, dass das Unternehmen einen „Hardware-Antivirus“ patentiert habe.
Auch das von Kaspersky entwickelte heuristische Analysetool, um Viren zu erkennen, die noch keine bekannte Signatur haben, wurde patentiert.
Des Weiteren gab Kaspersky im November 2016 die Entwicklung eines auf Sicherheit spezialisierten Betriebssystems namens Kaspersky OS bekannt.
Im Oktober 2017 wurde „Kaspersky Free“ veröffentlicht, welches wiederum im Dezember 2019 durch „Kaspersky Security Cloud - Free“ ersetzt wurde.
2017 wurde das gesicherte Betriebssystem KasperskyOS veröffentlicht und 2021 das darauf basierende Kaspersky IoT Secure Gateway 100 für das Internet der Dinge (IoT) vorgestellt. Kaspersky Hybrid Cloud Security schützt Cloud-basierten Umgebungen, während Kaspersky SD-WAN für die Sicherheit von Unternehmensnetzwerken geeignet ist.
Seit 2023 ist Kaspersky auf ein Abonnement-Modell umgestiegen, und in der neuen Produktreihe wurden Kaspersky Basic, Kaspersky Plus und Kaspersky Premium zu Nachfolgern von Kaspersky Anti-Virus, Internet Security und Total Security.
Der Bedrohungsschutz von Kaspersky treibt Produkte und Lösungen anderer IT-Sicherheitsfirmen wie Bluecoat, Check Point, Juniper Networks und Microsoft Forefront an. Insgesamt nutzen über 150 Unternehmen lizenzierte Technologie von Kaspersky Lab. Kaspersky Lab unterhält ebenfalls zahlreiche Partnerschaften mit verschiedenen Technologieunternehmen.

## Aufdeckungen im Bereich Cyberkriminalität durch Kaspersky
Das Global Research and Analysis Team (GReAT) von Kaspersky Lab wurde im Jahr 2008 gegründet. Die Gruppe untersucht Bedrohungen für die IT-Sicherheit sowie andere Aktivitäten von Schadprogramm-Operationen. Die Reputation, die Kaspersky durch seine Forschung zu Cyberbedrohungen gewonnen hat, wirkte sich positiv auf die Verkäufe und den Ruf des Unternehmens aus. Ab ca. 2010 deckte Kaspersky eine Reihe staatlich geförderter Maßnahmen zur Cyberspionage und -sabotage auf. Hierzu zählen Stuxnet, Duqu, Flame, Gauss, Regin und die Equation Group. Kaspersky ist insbesondere für die Aufklärung der Fälle Stuxnet, Careto und Flame bekannt.

### Stuxnet
Im Jahr 2010 arbeitete Kaspersky Lab mit Microsoft gegen den Computerwurm Stuxnet zusammen, der 14 Industriestandorte im Iran infizierte, indem er vier Zero-Day-Schwachstellen von Microsoft Windows ausnutzte. Laut IEEE Spectrum „wiesen“ die Umstände des Stuxnet-Angriffs „stark darauf hin“, dass der Wurm von den USA und Israel entwickelt wurde, um die Zentrifugen des iranischen Urananreicherungsprogramms zu beschädigen. Dies war die erste Aufdeckung eines großmaßstäblichen, staatlich geförderten Cyber-Angriffs.

### Flame
Im Mai 2012 entdeckte Kaspersky das Schadprogramm Flame, das von einem Forscher als die „bisher aufwändigste bekannte Cyberwaffe“ bezeichnet wurde. Die Kaspersky-Lab-Forscher schätzten, dass sich das Schadprogramm weltweit in 1.000 bis 5.000 Rechnern verbreitet hatte, als das Unternehmen von der Internationalen Fernmeldeunion der Vereinten Nationen beauftragt wurde, Berichte über einen Virus zu untersuchen, der Computer des iranischen Erdölministeriums angegriffen hatte. Dabei entdeckte Kaspersky Lab eine MD5-Hashfunktion und Dateinamen, die ausschließlich auf Anwendergeräten aus Ländern des Nahen Ostens vorkamen. Nachdem weitere Teile entdeckt worden waren, benannten die Forscher das Programm nach dem Namen eines seiner Module als „Flame“. Flame war eine frühere Variante von Stuxnet.

### Mask
Im Februar 2014 entdeckte Kaspersky das Schadprogramm Mask, das 380 Organisationen in 31 Ländern infiziert hatte. Ein Großteil der betroffenen Organisationen befand sich in Marokko. Da viele der Dateien in spanischer Sprache waren, wurde die Gruppe für einen staatlich gesteuerten Spionageakteur gehalten. Dennoch hat Kaspersky keine Vermutung über ein mögliches Herkunftsland angestellt.

### Regin
Im November 2014 veröffentlichten Symantec und Kaspersky Dokumente, in denen das Schadprogramm Regin erstmals erwähnt wurde. Laut Kaspersky ist Regin mit QWERTY vergleichbar, einem Schadprogramm, das im darauffolgenden Jahr aufgedeckt wurde. Regin diente dazu, einen Fernzugriff auf Computer zu ermöglichen, und wird mutmaßlich dem Five-Eyes-Verbund zugeschrieben.

### DarkHotel
Kaspersky berichtete Ende 2014 über den DarkHotel-Angriff, bei dem Benutzer von Gästenetzen in asiatischen Hotels ins Visier genommen wurden. Mithilfe einer gefälschten Anfrage für ein Programm-Update wurde den Benutzern ein Schadprogramm untergeschoben, das ihre Passwörter ausspionieren sollte.

### Equation Group
Im Jahr 2015 identifizierte Kaspersky einen besonders fortgeschrittenen Bedrohungsakteur, den er „The Equation Group“ nannte. Die Gruppe baute aufwändige Spionageprogramme in die Festplatten-Firmwares von Banken, Behörden, Atomforschern und Militärstandortenin in Ländern, die häufig Ziel von US-Geheimdienstaktivitäten sind. Es wird vemutet, dass die Kampagne eine Entwicklung der National Security Agency (NSA) ist und viele einzigartige technische Errungenschaften enthält, um einer Entdeckung besser zu entgehen.

### Duqu
Im Jahr 2011 entdeckte „Kaspersky Lab“ die Familie der Schadprogramme Duqu. Duqu verwendet einen Code und eine Architektur, die denen von Stuxnet ähneln. Sie wurden zur Spionage und zum Sammeln von Informationen verwendet, insbesondere von Daten über Industrieunternehmen und kritische Infrastrukturen. Die Hauptaufgabe des Programms bestand darin, Daten zu stehlen, darunter auch Tastatureingaben, und potenzielle Cyberangriffe vorzubereiten, unter anderem auf Steuerungssysteme. Im Jahr 2015 berichtete Kaspersky Lab, dass sein eigenes Netzwerk von einer neueren Version namens Duqu 2.0 angegriffen worden sei, wahrscheinlich mit dem Ziel, die Schutztechnologien des Unternehmens zu untersuchen und zu umgehen. Bei dem Angriff wurden drei Zero-Day-Schwachstellen und ein komplexer Code verwendet, der nur im Speicher funktioniert.

### MATA-Toolset Kampagne
Im Jahr 2020 veröffentlichte Kaspersky Untersuchungen zur MATA-Toolset-Kampagne, einem hoch entwickelten Cyberspionage-Framework, das auf mehrere Betriebssysteme abzielt, darunter Windows, macOS und Linux. Die Schadprogramm wird der Lazarus-Gruppe zugeschrieben. Verwendet wurde sie bisher für den Diebstahl von Datenbanken, die Verbreitung von Erpressungstrojanern und die Installation von Hintertüren auf infizierten Systemen. Die Fähigkeiten von MATA ermöglichten es den Angreifern, eine breite Palette bösartiger Aktivitäten durchzuführen, einschließlich der Exfiltration sensibler Daten aus Unternehmensnetzwerken und der Kompromittierung von Finanzsystemen. Die Kampagne verdeutlichte die zunehmende plattformübergreifende Bedrohung durch staatlich gesponserte Akteure. Im September 2022 und Oktober 2023 wurden neue Schadsoftware-Proben aufgedeckt, die mit dem MATA-Cluster in Verbindung stehen.

### Lieferkettenangriff von PyPI
Im Jahr 2024 deckte Kaspersky einen einjährigen Supply-Chain-Attake auf, der auf den Python Package Index (PyPI), ein beliebtes Repository für Python-Entwickler, abzielte. Die Angreifer luden bösartige Software-Pakete hoch, die Jarka Stealer enthielten, eine Malware, die darauf ausgelegt ist, sensible Informationen von infizierten Systemen zu exfiltrieren. Diese Software-Pakete waren als legitime Tools getarnt und lockten die Opfer mit Social-Engineering-Taktiken an, darunter KI-Chatbots (ChatGPT von OpenAI), die Hilfe anboten. Die Kampagne zeigte die Anfälligkeit von Open-Source-Ökosystemen und machte deutlich, wie wichtig es ist, die Abhängigkeiten bei der Softwareentwicklung genau zu prüfen. Die schädlichen Pakete waren in mehr als 30 Ländern über 1700 Mal heruntergeladen worden, bevor sie entdeckt und entfernt wurden. Die Betroffenen waren größtenteils Einzelanwender. Am aktivsten war die Kampagne in den USA, China, Frankreich, Deutschland und Russland gewesen.

### Schadsoftware NKAbuse
Im Jahr 2023 entdeckte Kaspersky NKAbuse, eine hoch entwickelte Multiplattform-Malware, die in der Programmiersprache Go geschrieben wurde. Diese Malware nutzte die Blockchain-Technologie für ihre Peer-to-Peer-Kommunikationsinfrastruktur, was sie gegen eine Bekämpfung immun machte. NKAbuse fungierte als Flooder („überschwemmt“ ein System mit Daten bis zur Unbenutzbarkeit) und Hintertür und ermöglichte es Angreifern, Distributed-Denial-of-Service-Angriffe (DDoS) zu starten und dauerhaften Zugang zu kompromittierten Systemen zu erlangen. Die Kampagne veranschaulichte die sich entwickelnde Nutzung von Blockchain in der Cyberkriminalität und verdeutlichte, wie nötig es ist, die Erkennungsmethoden zu verbessern.

### Triangulation
Kaspersky hat Triangulation aufgedeckt, eine hoch entwickelte Spionagesoftware-Kampagne, die auf iOS-Mobilgeräte abzielt. Die Malware nutzte mehrere Zero-Day-Schwachstellen aus, um die vollständige Kontrolle über die Zielgeräte zu erlangen. (Bei einer Zero-Day-Attacke handelt es sich um Datenmissbrauch, der noch am selben Tag stattfindet, an dem die Sicherheitslücke bekannt wird.) Triangulation wurde hauptsächlich über Anhänge mit bösartigen Inhalten in Instant-Messaging-Apps verbreitet. Nach der Installation konnten die Angreifer auf verschlüsselte Kommunikation, GPS-Standorte und sensible Daten zugreifen. Kaspersky schrieb die Kampagne einer APT-Gruppe (Advanced Persistent Threats) zu, nannte aber keinen konkreten Akteur, obwohl es Hinweise auf Verbindungen zu staatlich geförderter Spionage gab.

### EastWind-Kampagne von CloudSorcerer
Die CloudSorcerer APT und ihre EastWind-Kampagne wurden von Kaspersky im Jahr 2024 identifiziert. Die Schadsoftware nutzte die öffentliche Cloud-Infrastruktur, um Daten im großen Stil zu exfiltrieren und zu überwachen. Die Angreifer setzten hoch entwickelten Phishing-Kampagnen ein, um staatliche und private Organisationen zu unterwandern, wobei sie es vor allem auf Forschungseinrichtungen und kritische Infrastrukturen abgesehen hatten. CloudSorcerer setzte neuartige Verschlüsselungstechniken ein, um Datenströme zu verschleiern und die Entdeckung zu erschweren. Kaspersky brachte die Schadsoftware mit einer staatlich organisierten Gruppe in Verbindung, gab aber nicht an, welches Land hinter dem Angriff steckt.

### DuneQuixote-Kampagne
Im Jahr 2024 deckte Kaspersky DuneQuixote auf, eine verdeckte Malware-Kampagne, die es auf geistiges Eigentum im Technologie- und Energiesektor abgesehen hatte. Die Schadsoftware nutzte eigens entwickelte Exploits und setzte dateilose Techniken ein, die vollständig im Arbeitsspeicher operierten, um die Erkennung durch herkömmliche Sicherheitstools zu umgehen. Der Angriffsvektor von DuneQuixote umfasste kompromittierte Software-Updates und Schwachstellen in der Lieferkette. Kaspersky führte die Operation auf eine gut finanzierte APT-Gruppe mit globaler Reichweite zurück, wobei der genaue Ursprung unklar blieb. Die Entdeckung verdeutlichte die zunehmende Komplexität von Bedrohungen, die auf hochwertige immaterielle Güter abzielen.

### SparkCat
Im Februar 2025 wurde im iOS App Store ein Infostealer mit dem Namen SparkCat aufgedeckt. Es ist das erste im App Store gefundene Schadprogramm, das optische Texterkennungstechnologie (OCR) verwendet. Sowohl auf iOS- als auch auf Android-Geräte, werden Benutzer vom Infostealer getäuscht, indem sie bei der Nutzung der Hilfe-Chatfunktion einer infizierten Anwendung eine Zugangserlaubnis zu ihren Bildergalerien erteilen. Sobald der Zugang erlaubt wird, nutzt das Schadprogramm die OCR-Technologie von Google, um Text auf Bildern auszulesen. Dabei werden gezielt Screenshots mit Passwörtern oder Wiederherstellungsphrasen für Kryptowährungs-Wallets gesucht. Die gestohlenen Daten werden den Angreifern gesendet.
Am 10. Februar 2025 haben Apple und Google ca. 20 infizierten Apps von ihren App-Magazinen gelöscht. Dennoch bleibt das Schadprogramm über inoffiziellen App-Magazinen und Webseiten verfügbar.

## Finanzen
| Jahr | Umsatz in Mio. US$ | Entwicklung Vorjahr |
| ---- | ------------------ | ------------------- |
| 2012 | 628                | +3 %                |
| 2013 | 667                | +6 %                |
| 2014 | 711                | +6,6 %              |
| 2015 | 619                | −13 %               |
| 2016 | 644                | +4 %                |
| 2017 | 698                | +8 %                |
| 2018 | 726                | +4 %                |
| 2019 | 685                | −6 %                |
| 2020 | 703,9              | +3 %                |
| 2021 | 752,3              | +6,8 %              |
| 2022 | 752,5              | +0,03 %             |
| 2023 | 721                | −4,1 %              |
| 2024 | 822                | +14 %               |

## Tests, Bewertungen, Auszeichnungen
Bereits 2018 legte Kaspersky Lab den Quellcode seiner Software offen. Auffälligkeiten wurden nicht gefunden. Kaspersky hat Ende April 2022 erneut das Service Organization Control for Service Organizations (SOC 2) Type 1-Audit erfolgreich absolviert. Die unabhängige Bewertung wurde von einer internationalen Big-Four-Wirtschaftsprüfungsgesellschaft durchgeführt.
Kaspersky-Produkte nehmen regelmäßig an unabhängigen Tests von AV-Test, AV-Comparatives und SE Labs teil und erzielen dort insgesamt gute Ergebnisse. Diese Organisationen sind Mitglieder der Anti-Malware Testing Standards Organization (AMTSO), die von Microsoft als „Industriestandard-Organisation“ für unabhängige Zertifizierungszwecke anerkannt wurde.
Kaspersky wurde von Quadrant Knowledge Solutions für seine Dienstleistungen im Bereich IT-Sicherheit ausgezeichnet. In der 2024 SPARK Matrix wird das Unternehmen in den Kategorien Managed Security Services, Digital Forensics und Incident Response zu den Marktführern gezählt.

## Warnung durch das BSI
Am 15. März 2022 warnte das deutsche Bundesamt für Sicherheit in der Informationstechnik (BSI) im Zusammenhang mit dem Überfall Russlands auf die Ukraine vor der Nutzung von Kaspersky-Antivirensoftware und empfahl, die Produkte durch Software alternativer Hersteller zu ersetzen. Noch im Jahre 2017 hob das BSI die vertrauensvolle Zusammenarbeit mit Kaspersky hervor. Wörtlich hieß es in der Warnung:

„Das Vorgehen militärischer und/oder nachrichtendienstlicher Kräfte in Russland sowie die im Zuge des aktuellen kriegerischen Konflikts von russischer Seite ausgesprochenen Drohungen gegen die EU, die Nato und die Bundesrepublik Deutschland sind mit einem erheblichen Risiko eines erfolgreichen IT-Angriffs verbunden. Ein russischer IT-Hersteller könne selbst offensive Operationen durchführen, gegen seinen Willen gezwungen werden, Zielsysteme anzugreifen, oder selbst als Opfer einer Cyber-Operation ohne seine Kenntnis ausspioniert oder als Werkzeug für Angriffe gegen seine eigenen Kunden missbraucht werden.“

Kaspersky Lab sah politische Gründe für die Warnung des BSI und erklärte, als privates Unternehmen keine Verbindungen zur russischen oder einer anderen Regierung zu haben. Die Infrastruktur zur Datenverarbeitung habe man 2018 nach Zürich in die Schweiz verlagert. Kunden hätten die Möglichkeit, eine kostenlose technische und umfassende Prüfung der Software durchzuführen. CEO Jewgeni Kaspersky wies in einem offenen Brief jegliche Warnungen und Verdächtigungen des BSI zurück und sagte, er „betrachte die Entscheidung des BSI als einen ungerechtfertigten Angriff auf mein Unternehmen und insbesondere auf die Kaspersky-Mitarbeiter in Deutschland und Europa“. Gegen die Warnung des BSI ging das Unternehmen gerichtlich vor. Ein erster Antrag vor dem Verwaltungsgericht Köln, in dessen Zuständigkeitsgebiet das BSI seinen Sitz hat, wurde Anfang April 2022 zurückgewiesen. Daraufhin reichte Kaspersky Beschwerde bei der nächsthöheren Instanz, dem Oberverwaltungsgericht des Landes NRW in Münster, ein, das die Beschwerde mit Entscheidung vom 28. April 2022 rechtskräftig zurückwies (Aktenzeichen 4 B 473/22). Die Annahme des BSI, das Vorgehen militärischer und/oder nachrichtendienstlicher Kräfte in Russland sowie die in diesem Kontext ausgesprochenen Drohungen auch gegen die Bundesrepublik Deutschland seien mit einem erheblichen Risiko eines erfolgreichen IT-Angriffs mit weitreichenden Konsequenzen gerade unter Verwendung der Virenschutzsoftware von Kaspersky verbunden, beruhe auf hinreichenden Erkenntnissen zur aktuellen Cybersicherheitslage.
Es wird kritisiert, die Entscheidung sei eine „juristische Katastrophe“ und belege „eindrucksvoll die [...] immer stärkere, eigentlich unzulässige Vermengung von politischen Erwägungen, rechtlichen Anforderungen und technisch-organisatorischen Maßnahmen zur Cybersecurity“.

## Vorwurf der Ausspähung der USA
Am 13. September 2017 gab das US-Heimatschutzministerium über den Kurznachrichtendienst Twitter bekannt, dass allen US-Behörden in Zukunft die Nutzung von Kaspersky-Produkten untersagt sei, da befürchtet würde, dass der russische Staat Zugriff auf sensible Daten erhalten könnte. Die Behörden hätten 60 Tage, um Pläne zu Alternativen zu entwickeln, und 90 Tage, um diese umzusetzen.
Journalisten deckten auf, dass der russische Geheimdienst von einem Vertragspartner der National Security Agency offenbar Daten mit Hilfe von Kaspersky-Software entwendet hatte.
Später recherchierte die New York Times, dass der israelische Geheimdienst in die Server von Kaspersky eingebrochen war und bereits 2014 mitlas, als die Suchparameter der Software, die Kaspersky zur Identifikation von Viren benutzt, um Bezeichnungen erweitert wurden, die denen von geheimen US-Projekten entsprechen. Die Israelis hatten daraufhin die USA gewarnt, dass russische Stellen die Antiviren-Software von Kaspersky zum Ausspähen von US-Regierungscomputern nutzten.
Kaspersky gab im Sommer 2015 bekannt, dass sich jemand Zugriff verschafft hatte und identifizierte das verwendete Programm als Variante von Stuxnet, das Israelis und Amerikaner gemeinsam entwickelt und eingesetzt hatten. Anhand der ausgespähten Ziele folgerte man, dass Israel der Urheber sei.
Am 2. Dezember 2017 gab das National Cyber Security Centre (NCSC), eine Regierungsagentur des Vereinigten Königreichs, die mit der Internetkriminalität und Cyberabwehr befasst ist, eine Warnung an alle staatlichen Behörden vor der Anwendung von Kaspersky-Anti-Viren-Programmen heraus. Es sei nicht ausgeschlossen, dass die russische Regierung die Informationen, die die Kaspersky-Programme sammelten, für eigene Zwecke ausnutze. Dadurch könnte die nationale Sicherheit gefährdet werden. Obwohl das NCSC explizit seine Warnung auf staatliche Einrichtungen beschränkt hatte, stoppte die Großbank Barclays in einer ersten Reaktion darauf ihre bisher praktizierte Verteilung von freier Kaspersky-Software und deklarierte dies als „Vorsichtsmaßnahme“. Kunden, die die Software schon installiert hatten, wurden allerdings nicht zu deren Deinstallation aufgefordert.
Jewgeni Kasperski wies die amerikanischen Anschuldigungen zunächst zurück und bemühte sich, das Verbot wieder aufheben zu lassen. Mitte Juli 2024 wurde bekannt, dass das Unternehmen seine Aktivitäten in den Vereinigten Staaten schrittweise einstellen werde.

## Positionen zum Datenschutz
In einem Interview mit einem russischen Medienmagazin äußerte sich Unternehmenschef Jewgeni Kasperski 2013 zum Verhältnis seines Unternehmens zur Überwachung des Internets durch Geheimdienste so:

„Wir kooperieren nicht nur mit dem FSB, sondern auch mit den Amerikanern und den Brasilianern und mit einer Reihe von Europäischen Agenturen in Sicherheitsfragen und Cyberkriminalität. Bei uns gibt es eine Expertengruppe, die Codes besser knacken kann als irgendwer sonst auf der Welt, vielleicht nach dem FBI. […] Wir haben nicht die Möglichkeit, uns um alle Arten von Detektivarbeit zu kümmern, das ist nicht unser Job. Aber wir geben ihnen die Informationen, mit denen sie weiter Verbrecher fangen können.“

In dem Interview zählt Kasperski auch russische Oppositionelle, soweit sie gegen russische Gesetze verstießen, zu solchen Verbrechern und erwähnt dabei namentlich den russischen Oppositionellen und Internet-Blogger Alexei Nawalny.

## Gesellschaftsverantwortung, Kooperationen und Sponsoring

### Sponsoring
Seit 2010 unterstützt Kaspersky Lab den XY-Preis für Zivilcourage der ZDF-Fahndungssendung Aktenzeichen XY … ungelöst.
Kaspersky Lab war lange Zeit Sponsor der Scuderia Ferrari. Im Dezember 2021 kündigte das Unternehmen eine Verlängerung seiner Partnerschaft mit der Formel-1-Mannschaft an und wurde ebenfalls Partner ihrer E-sport-Abteilung.
2025 wurde Kaspersky Partner für Cyberimmunität bei GITEX Asia.

### Kooperation mit Polizeibehörden weltweit
Das 2016 von der niederländischen Polizei, Europol, Kaspersky und Intel Security initiierte Projekt No More Ransom stellt kostenlose Entschlüsselungstools für Ransomware zur Verfügung. Das Projekt ist als eine Online-Informationsdatenbank konzipiert und erlaubt den Internetnutzern, sich über eine Ransomware-Operation und die verfügbaren Gegenmaßnahmen zu informieren. Seit dem Start des Projekts sind die meisten europäischen Polizeibehörden hinzugekommen.
Im Jahr 2024 schloss Kaspersky eine Partnerschaft mit AFRIPOL ab, um Informationen über Bedrohungen auszutauschen und Cyberkriminalität auf dem afrikanischen Kontinent zu bekämpfen.